# Garrett Whitlock

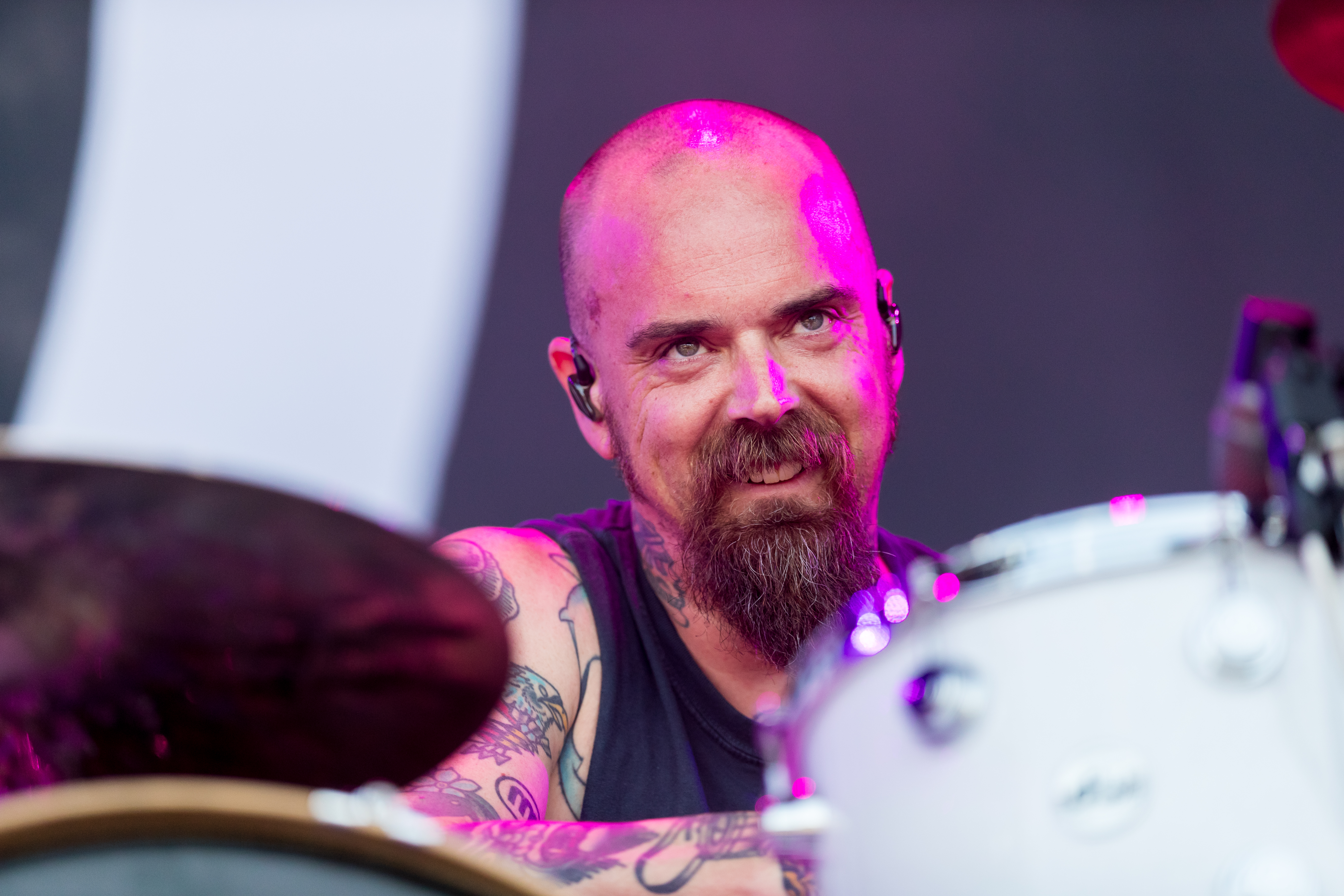
Garrett Whitlock (2023)

Garrett Whitlock (Lebensdaten unbekannt) ist ein US-amerikanischer Schlagzeuger. Er spielte in der Band Tremonti und war zuvor bei Submersed aktiv. Darüber hinaus wirkt er aktiv als Livemusiker in der Band Mammoth WVH.

## Werdegang
Inspiriert von Musikern wie Tommy Lee von Mötley Crüe und John Bonham von Led Zeppelin entschloss sich Whitlock, Schlagzeuger zu werden. Ab 2003 spielte Whitlock in der Band Submersed. Auf ihrem 2004 erschienenen Debütalbum In Due Time spielte Whitlock fünf der elf Lieder ein, während er auf dem zweiten Album Immortal Verses von 2007 alle Titel einspielte. Ein Jahr später löste sich die Band auf. Im Jahre 2011 schloss er sich der Band Tremonti vom Alter-Bridge-Gitarristen Mark Tremonti an. Mit Tremonti veröffentlichte er vier Alben. Im September 2018 musste Whitlock eine Tour aus nicht näher bezeichneten persönlichen Gründen aussetzen und wurde durch Ryan Bennett ersetzt. Seit 2021 gehört Garrett Whitlock zur Liveband von Wolfgang Van Halen für dessen Soloprojekt Mammoth WVH.

## Diskografie
mit Submersed
mit Tremonti
- 2012: All I Was
- 2015: Cauterize
- 2016: Dust
- 2018: A Dying Machine